# 1992 en combiné nordique
| Années du combiné nordique : 1989 - 1990 - 1991 - 1992 - 1993 - 1994 - 1995    |
| Décennies du combiné nordique : 1960 - 1970 - 1980 - 1990 - 2000 - 2010 - 2020 |

Cette page reprend les résultats de combiné nordique de l'année 1992.

## Coupe du monde
Le classement général de la Coupe du monde 1992 fut remporté par le Français Fabrice Guy devant l'Autrichien Klaus Sulzenbacher, double vainqueur de la Coupe, et le Norvégien Fred-Børre Lundberg, vainqueur sortant.

### Coupe de la Forêt-noire
La coupe de la Forêt-noire 1992 fut remportée par le Français Fabrice Guy.

### Festival de ski d'Holmenkollen
L'épreuve de combiné de l'édition 1992 du festival de ski d'Holmenkollen fut remportée par le Français Fabrice Guy devant le Norvégien Fred-Børre Lundberg. Le Français Sylvain Guillaume termine troisième.

### Jeux du ski de Lahti
L'épreuve de combiné des Jeux du ski de Lahti 1992 fut remportée par le coureur autrichien Klaus Sulzenbacher devant son compatriote Klaus Ofner tandis que le Norvégien Knut Tore Apeland termine troisième.

### Jeux du ski de Suède
L'épreuve de combiné des Jeux du ski de Suède 1992 n'a pas eu lieu.

## Jeux olympiques
Les Jeux olympiques d'hiver eurent lieu à Albertville, en France.
L'épreuve individuelle de combiné fut remportée par le Français Fabrice Guy devant son compatriote Sylvain Guillaume. L'Autrichien Klaus Sulzenbacher termine troisième.
L'épreuve par équipes fut remportée par l'équipe du Japon, composée de Takanori Kono, Reiichi Mikata et Kenji Ogiwara. L'équipe de Norvège (Fred Børre Lundberg, Trond Einar Elden & Knut Tore Apeland) est deuxième alors que l'équipe d'Autriche (Stefan Kreiner, Klaus Ofner & Klaus Sulzenbacher) termine troisième.

## Championnat du monde juniors
Le Championnat du monde juniors 1992 a eu lieu à Vuokatti, en Finlande.
Il a couronné le Norvégien Halldor Skard devant le Finlandais Teemu Summanen. Le coureur allemand Jens Deimel termine troisième.
L'épreuve par équipes a vu la victoire de l'équipe de Norvège, composée par Glenn Skram, Thomas Vesteraas et Halldor Skard. L'équipe d'Allemagne (Jens Deimel, Christian Dold & Christoph Braun) est deuxième tandis que l'éauipe de France (Jérôme Ziglioli, Étienne Gouy & Frédéric Baud) termine troisième.

## Coupe du monde B
Le classement général de la Coupe du monde B 1992 fut remporté par l'Allemand Thomas Krause devant son compatriote Uwe Prenzel. Le Tchèque Radomír Skopek termine troisième.

## Coupe OPA
Le jeune Allemand Roland Braun remporte la coupe OPA 1992.
Chez les plus jeunes, c'est le coureur autrichien Robert Lichtenauer qui s'impose.

## Championnats nationaux

### Championnats d'Allemagne
Les résultats du championnat d'Allemagne de combiné nordique 1992 manquent.

### Championnat d'Estonie
Le Championnat d'Estonie 1992 s'est déroulé à Otepää.
Il fut remporté par le vice-champion sortant, Ilmar Aluvee (et), devant Janek Solodin, qui était arrivé troisième l'année précédente. Magnar Freimuth termine troisième.

### Championnat des États-Unis
Le championnat des États-Unis 1992 s'est tenu à Lake Placid, dans l'État de New York, et a été remporté par Tim Tetreault.

### Championnat de Finlande
Les résultats du championnat de Finlande 1992 manquent.

### Championnat de France
Les résultats du championnat de France 1992 sont incomplets. Le Champion 1992 est Fabrice Guy.

### Championnat d'Islande
Le championnat d'Islande 1992 fut remporté par Ólafur Björnsson, qui conserve ainsi son titre malgré les éditions annulées des deux années précédentes.

### Championnat d'Italie
Le championnat d'Italie 1992 fut remporté par le vice-champion sortant, Andrea Cecon, devant le troisième de l'année précédente, Andrea Bezzi, tandis que Paolo Bernardi, le champion sortant, termine troisième : le podium est donc occupé par les protagonistes de l'année précédente, mais dans un ordre différent.

### Championnat de Norvège
Le championnat de Norvège 1992 se déroula à Trondheim, sur le Granåsen.
L'épreuve individuelle a vu la victoire de Bård Jørgen Elden devant Trond Einar Elden et Knut Tore Apeland.
L'épreuve par équipes a couronné celle d'Akershus, composée par Jo Morten Hagen, Glenn Skram et Ansgar Danielsen. Ils s'imposent devant l'équipe du Sør-Trøndelag tandis que l'équipe d'Oslo termine troisième.

### Championnat de Pologne
Comme lors des quatre éditions précédentes, le championnat de Pologne 1992 fut remporté par Stanisław Ustupski, du club Wisła Zakopane.

### Championnat de Suède
Le championnat de Suède 1992 a distingué Göran Andersson, du club Sysslebäcks IF, qui remporta également le titre de club champion.

### Championnat de Suisse
Le Championnat de Suisse 1992 a eu lieu à Gstaad.
Ses résultats sont incomplets. Le champion 1992 fut Ivan Rieder.